# Građanski nogometni klub Dinamo Zagreb 2022-2023
Questa voce raccoglie le informazioni riguardanti il Građanski nogometni klub Dinamo Zagreb nelle competizioni ufficiali della stagione 2022-2023.

## Rosa
| N. |                               | Ruolo | Calciatore       |
| -- | ----------------------------- | ----- | ---------------- |
| 1  | Croazia (bandiera)            | P     | Danijel Zagorac  |
| 2  | Iran (bandiera)               | D     | Sadegh Moharrami |
| 3  | Croazia (bandiera)            | D     | Daniel Štefulj   |
| 4  | Croazia (bandiera)            | D     | Boško Šutalo     |
| 5  | Macedonia del Nord (bandiera) | C     | Arijan Ademi     |
| 6  | Danimarca (bandiera)          | D     | Rasmus Lauritsen |
| 7  | Croazia (bandiera)            | C     | Luka Ivanušec    |
| 9  | Croazia (bandiera)            | A     | Bruno Petković   |
| 10 | Croazia (bandiera)            | C     | Martin Baturina  |
| 11 | Azerbaigian (bandiera)        | A     | Mahir Emreli     |
| 12 | Croazia (bandiera)            | D     | Petar Bočkaj     |
| 13 | Macedonia del Nord (bandiera) | D     | Stefan Ristovski |

| N. |                                 | Ruolo | Calciatore                |
| -- | ------------------------------- | ----- | ------------------------- |
| 14 | Austria (bandiera)              | C     | Robert Ljubičić           |
| 18 | Svizzera (bandiera)             | A     | Josip Drmić               |
| 27 | Croazia (bandiera)              | C     | Josip Mišić               |
| 28 | Francia (bandiera)              | D     | Kévin Théophile-Catherine |
| 31 | Croazia (bandiera)              | C     | Marko Bulat               |
| 32 | Croazia (bandiera)              | P     | Nikola Čavlina            |
| 33 | Croazia (bandiera)              | P     | Ivan Nevistić             |
| 37 | Croazia (bandiera)              | D     | Josip Šutalo              |
| 40 | Croazia (bandiera)              | P     | Dominik Livaković         |
| 55 | Croazia (bandiera)              | D     | Dino Perić                |
| 70 | Bosnia ed Erzegovina (bandiera) | A     | Luka Menalo               |
| 77 | Croazia (bandiera)              | A     | Dario Špikić              |

## Risultati

### Supercoppa di Croazia
| Arbitro: | Igor Pajač |

|                                  |                      |                       |
| Petković Oršić Ljubičić Ivanušec | Tiri di rigore 4 – 1 | Livaja Mlakar Vuković |

### HNL
| Arbitro: | Dario Bel |

|                             |           |                        |
| Drmić 26’, 34’ Menalo 90+1’ | Marcatori | 4’ Kulenović 22’ Aliyu |

| Arbitro: | Patrik Kolarić |

|           |           |                                                      |
| Marina 2’ | Marcatori | 7’ Baturina 15’ Oršić 19’ Drmić 74’ Mišić 90’ Špikić |

| Arbitro: | Igor Pajač |

|                                                      |           |            |
| Oršić 11’ (rig.) B. Šutalo 32’ Bočkaj 80’ Emreli 88’ | Marcatori | 84’ Bakrar |

| Arbitro: | Duje Strukan |

|          |           |            |
| Šego 63’ | Marcatori | 45’ Špikić |

| Arbitro: | Dario Bel |

|                                            |           |              |
| Baturina 61’ Ademi 64’ Gojak 84’ Oršić 90’ | Marcatori | 45’ Atanasov |

| Arbitro: | Patrik Kolarić |

|                                                            |           |                            |
| Oršić 3’ Petković 53’ Perić 66’, 82’ Jurčević 90+3’ (aut.) | Marcatori | 29’ Beljo 74’ Kleinheisler |

| Sebenico 28 agosto 2022, ore 18:30 7ª giornata                              | Sebenico  | 1 – 2 referto                    | Dinamo Zagabria | Stadio Šubićevac (3002 spett.) |
| \| \| \| \| \| Mina 37’ \| Marcatori \| 35’ Ivanušec 68’ (rig.) Petković \| |           |                                  |                 |                                |
|                                                                             |           |                                  |                 |                                |
| Mina 37’                                                                    | Marcatori | 35’ Ivanušec 68’ (rig.) Petković |                 |                                |

| Arbitro: | Igor Pajač (Sveti Ivan Zelina) |

|                                    |           |              |
| Lauritsen 28’ Špikić 30’ Oršić 60’ | Marcatori | 84’ Vlasenko |

| Arbitro: | Zdenko Lovrić |

|  |           |             |
|  | Marcatori | 90+3’ Oršić |

| Arbitro: | Ante Čulina |

|               |           |                       |
| Kulenović 14’ | Marcatori | 6’ Ademi 47’ Petković |

| Zagabria 1 ottobre 2022, ore 19:30 11ª giornata                                                              | Dinamo Zagabria | 4 – 1 referto | Slaven Belupo | Stadion Maksimir (3630 spett.) |
| \| \| \| \| \| Marković 9’ (aut.) Petković 72’ (rig.) Bočkaj 81’ Ivanušec 90+3’ \| Marcatori \| 60’ Hoxha \| |                 |               |               |                                |
| |                 |               |               |                                |
| Marković 9’ (aut.) Petković 72’ (rig.) Bočkaj 81’ Ivanušec 90+3’                                             | Marcatori       | 60’ Hoxha     |               |                                |

| Arbitro: | Mateo Erceg |

|               |           |  |
| Matheus 90+2’ | Marcatori |  |

| Zagabria 16 ottobre 2022, ore 15:00 13ª giornata                                    | Dinamo Zagabria | 3 – 1 referto | Varaždin | Stadion Maksimir (4144 spett.) |
| \| \| \| \| \| Petković 70’, 90+3’ (rig.) Baturina 78’ \| Marcatori \| 9’ Brodić \| |                 |               |          |                                |
|                                                                                     |                 |               |          |                                |
| Petković 70’, 90+3’ (rig.) Baturina 78’                                             | Marcatori       | 9’ Brodić     |          |                                |

| Arbitro: | Pajač (Sveti Ivan Zelina) |

|            |           |                     |
| Livaja 26’ | Marcatori | 72’ (rig.) Petković |

| Arbitro: | Duje Strukan |

|            |           |  |
| Miérez 85’ | Marcatori |  |

| Zagabria 6 novembre 2022, ore 17:10 16ª giornata                         | Dinamo Zagabria | 3 – 0 referto | Sebenico | Stadion Maksimir (4565 spett.) |
| \| \| \| \| \| Mina 10’ (aut.) Drmić 34’ Petković 69’ \| Marcatori \| \| |                 |               |          |                                |
|                                                                          |                 |               |          |                                |
| Mina 10’ (aut.) Drmić 34’ Petković 69’                                   | Marcatori       |               |          |                                |

| Arbitro: | Dario Bel (Osijek) |

|                           |           |                                                                  |
| Lunetta 47’ Vrančić 90+1’ | Marcatori | 2’ Mišić 13’, 44’ Oršić 27’ Špikić 56’ J. Šutalo 72’, 85’ Emreli |

| Zagabria 21 gennaio 2023, ore 17:30 CET (UTC+1) 18ª giornata | Dinamo Zagabria | 0 – 0 referto | HNK Gorica | Stadion Maksimir (3 568 spett.)\| Arbitro: \| Duje Strukan \| |
| Arbitro:                                                     | Duje Strukan    |               |            |                                                               |

| Arbitro: | Ante Čuljak |

|                            |           |             |
| Ristovski 35’ Baturina 58’ | Marcatori | 65’ Pivarić |

| Arbitro: | Dario Bel |

|            |           |          |
| Jambor 32’ | Marcatori | 3’ Drmić |

| Arbitro: | Ivan Bebek |

|               |           |  |
| Ristovski 37’ | Marcatori |  |

| Arbitro: | Jakov Titlić |

|            |           |                             |
| Teklić 80’ | Marcatori | 73’, 79’ Ivanušec 85’ Ademi |

| Arbitro: | Dario Bel (Osijek) |

|                                         |           |  |
| Ademi 8’ Baturina 10’ Ivanušec 38’, 63’ | Marcatori |  |

| Arbitro: | Duje Strukan |

|              |           |            |
| Petković 62’ | Marcatori | 55’ Miérez |

| Arbitro: | Patrik Kolarić |

|                      |           |               |
| Matić 40’ Dolček 42’ | Marcatori | 64’ Ristovski |

| Arbitro: | Menelaos Antoniou |

|               |           |  |
| Ristovski 67’ | Marcatori |  |

| Arbitro: | Ivan Bebek |

|              |           |              |
| Mitrović 85’ | Marcatori | 60’ Ljubičić |

| Arbitro: | Igor Pajač |

|           |           |                         |
| Aliyu 35’ | Marcatori | 50’ Ivanušec 79’ Menalo |

| Arbitro: | Dario Bel |

|                                                |           |  |
| Drmić 27’ Špikić 33’ Ivanušec 45+1’ Šutalo 62’ | Marcatori |  |

| Pola 22 aprile 2023, ore 17:00 CEST (UTC+2) 30ª giornata | Istria 1961  | 0 – 0 referto | Dinamo Zagabria | Stadio Aldo Drosina (3 340 spett.)\| Arbitro: \| Duje Strukan \| |
| Arbitro:                                                 | Duje Strukan |               |                 |                                                                  |

| Arbitro: | Ante Terzić |

|                         |           |  |
| Špikić 42’ Ivanušec 79’ | Marcatori |  |

| Spalato 30 aprile 2023, ore 18:00 CEST 32ª giornata | Hajduk Spalato     | 0 – 0 referto | Dinamo Zagabria | Stadio Poljud (30 515 spett.)\| Arbitro: \| Dario Bel (Osijek) \| |
| Arbitro:                                            | Dario Bel (Osijek) |               |                 |                                                                   |

| Osijek 7 maggio 2023, ore 17:00 CEST (UTC+2) 33ª giornata | Osijek       | 0 – 0 referto | Dinamo Zagabria | Stadio Gradski vrt (7 923 spett.)\| Arbitro: \| Duje Strukan \| |
| Arbitro:                                                  | Duje Strukan |               |                 |                                                                 |

| Arbitro: | Jakov Titlić |

|                                                         |           |  |
| Petković 31’ Ivanušec 54’ Baturina 55’ Petar Bočkaj 68’ | Marcatori |  |

| Arbitro: | Duje Strukan (Spalato) |

|             |           |                            |
| Marin 90+1’ | Marcatori | 43’ Ivanušec 62’ Moharrami |

| Arbitro: | Ivan Bebek |

|                                                |           |            |
| Ljubičić 23’ Ivanušec 33’ Špikić 80’ Perić 87’ | Marcatori | 5’ Ndockyt |

### Coppa di Croazia
| Arbitro: | Ivan Matić |

|  |           |                                                         |
|  | Marcatori | 11’ Luka Ivanušec 15’, 19’ Josip Drmić 76’ Petar Bočkaj |

| Arbitro: | Dario Bel |

|                |           |                                       |
| Ante Babić 31’ | Marcatori | 12’, 20’ Josip Drmić 54’ Josip Šutalo |

| Arbitro: | Fran Jović (Zagabria) |

|                                                       |           |                    |
| Dario Špikić 55’ Josip Drmić 91’ Robert Ljubicic 117’ | Marcatori | 37’ Silvio Goričan |

| Arbitro: | Dario Bel |

|                              |           |                |
| Iker Pozo 72’ Duje Čop 90+3’ | Marcatori | 1’ Josip Drmić |

### UEFA Champions League

#### Turni preliminari

##### Secondo turno preliminare
| Arbitro: | Radu Petrescu |

|                        |           |                       |
| Ademi 44’ Petković 86’ | Marcatori | 25’ Queven 89’ Cephas |

| Arbitro: | Jakob Kehlet |

|  |           |           |
|  | Marcatori | 47’ Ademi |

##### Terzo turno preliminare
| Arbitro: | Cüneyt Çakır |

|              |           |                         |
| Tekpetey 22’ | Marcatori | 6’ Perić 9’ (aut.) Padt |

| Arbitro: | Benoît Bastien |

|                                                     |           |                            |
| Drmić 12’ Oršić 27’ (rig.), 44’ Petković 87’ (rig.) | Marcatori | 45+4’, 49’ (rig.) Despodov |

##### Turno di Play off
| Arbitro: | Danny Makkelie |

|                |           |  |
| Pellegrino 37’ | Marcatori |  |

| Arbitro: | Antonio Mateu Lahoz |

|                                              |           |             |
| Oršić 4’ Petković 35’ Drmić 117’ Bočkaj 120’ | Marcatori | 70’ Grønbæk |

#### Fase a gironi
| Arbitro: | István Kovács |

|           |           |  |
| Oršić 13’ | Marcatori |  |

| Arbitro: | Jesús Gil Manzano |

|                                               |           |           |
| Giroud 45’ (rig.) Saelemaekers 47’ Pobega 77’ | Marcatori | 56’ Oršić |

| Arbitro: | Andris Treimanis |

|                   |           |  |
| Okafor 71’ (rig.) | Marcatori |  |

| Arbitro: | Tobias Stieler |

|              |           |             |
| Ljubičić 40’ | Marcatori | 12’ Seiwald |

| Arbitro: | Szymon Marciniak |

|  |           |                                                           |
|  | Marcatori | 39’ Gabbia 49’ Leão 59’ (rig.) Giroud 69’ (aut.) Ljubičić |

| Arbitro: | François Letexier |

|                          |           |             |
| Sterling 18’ Zakaria 30’ | Marcatori | 7’ Petković |

## Statistiche

### Statistiche di squadra
| Competizione          | Punti | In casa | In casa | In casa | In casa | In casa | In casa | In trasferta | In trasferta | In trasferta | In trasferta | In trasferta | In trasferta | Totale | Totale | Totale | Totale | Totale | Totale | DR  |
| Competizione          | Punti | G       | V       | N       | P       | Gf      | Gs      | G            | V            | N            | P            | Gf           | Gs           | G      | V      | N      | P      | Gf     | Gs     | DR  |
| --------------------- | ----- | ------- | ------- | ------- | ------- | ------- | ------- | ------------ | ------------ | ------------ | ------------ | ------------ | ------------ | ------ | ------ | ------ | ------ | ------ | ------ | --- |
| HNL                   | 81    | 18      | 16      | 2       | 0       | 52      | 12      | 18           | 8            | 7            | 3            | 29           | 16           | 36     | 24     | 9      | 3      | 81     | 28     | +53 |
| Coppa di Croazia      | -     | 1       | 1       | 0       | 0       | 3       | 1       | 3            | 2            | 0            | 1            | 8            | 3            | 4      | 3      | 0      | 1      | 11     | 4      | +7  |
| Supercoppa di Croazia | -     | 1       | 0       | 1       | 0       | 0       | 0       | -            | -            | -            | -            | -            | -            | 1      | 0      | 1      | 0      | 0      | 0      | 0   |
| UEFA Champions League | -     | 6       | 3       | 2       | 1       | 12      | 10      | 6            | 2            | 0            | 4            | 5            | 8            | 12     | 5      | 2      | 5      | 17     | 18     | -1  |
| Totale                | -     | 26      | 20      | 5       | 1       | 67      | 23      | 27           | 12           | 7            | 8            | 42           | 27           | 53     | 32     | 12     | 9      | 109    | 50     | +59 |

### Andamento in campionato
| Giornata  | 1 | 2 | 3 | 4 | 5 | 6 | 7 | 8 | 9 | 10 | 11 | 12 | 13 | 14 | 15 | 16 | 17 | 18 | 19 | 20 | 21 | 22 | 23 | 24 | 25 | 26 | 27 | 28 | 29 | 30 | 31 | 32 | 33 | 34 | 35 | 36 |
| --------- | - | - | - | - | - | - | - | - | - | -- | -- | -- | -- | -- | -- | -- | -- | -- | -- | -- | -- | -- | -- | -- | -- | -- | -- | -- | -- | -- | -- | -- | -- | -- | -- | -- |
| Luogo     | C | T | C | T | C | C | T | C | T | T  | C  | T  | C  | T  | T  | C  | T  | C  | C  | T  | C  | T  | C  | C  | T  | C  | T  | T  | C  | T  | C  | T  | T  | C  | T  | C  |
| Risultato | V | V | V | N | V | V | V | V | V | V  | V  | P  | V  | N  | P  | V  | V  | N  | V  | N  | V  | V  | V  | N  | P  | V  | N  | V  | V  | N  | V  | N  | N  | V  | V  | V  |
| Posizione | 2 | 1 | 1 | 2 | 1 | 1 | 1 | 1 | 1 | 1  | 1  | 1  | 1  | 1  | 1  | 1  | 1  | 1  | 1  | 1  | 1  | 1  | 1  | 1  | 1  | 1  | 1  | 1  | 1  | 1  | 1  | 1  | 1  | 1  | 1  | 1  |

Fonte:  1. HNL 2022/2023, su weltfussball.de.
Legenda:

Luogo: C = Casa; T = Trasferta. Risultato: V = Vittoria; N = Pareggio; P = Sconfitta.